# Гнат, Эдвард
Эдвард Гнат (пол. Edward Gnat; 1 марта 1940, Маужице — 6 января 2021, Лодзь) — польский политик, фермер, чиновник местного самоуправления, посол на Сейм Польской Народной Республики IX каденции и на Сейм Польской Республики II каденции.

## Биография
В 1961 году окончил техникум защиты растений. Включился в деятельность повятовых структур сельскохозяйственных обществ. Назначен в Совет социального страхования фермеров, действующий при Аграрном фонде социального страхования.
Посол на Сейм Польской Народной Республики IX каденции (1985—1989) от Объединенной крестьянской партии и на Сейм Польской Республики II каденции (1993—1997) по списку Польской крестьянской партии. Мандат получил в Скерневицком округе. В 1997 и 2001 годах безуспешно баллотировался в Сейм. В 1998—2006 годах был советником Лодзинского сеймика. В 2006 году не переизбирался, однако получил мандат в 2008 году вместо Тадеуша Гайды. Был советником до 2010 года, когда не был переизбран.
В 2000 году награжден Офицерским крестом ордена Возрождения Польши. Ранее он был награжден Золотым, Серебряным и Бронзовым Крестами Заслуги.
Двое детей. Сын стал священником, а дочь ведёт фермерское хозяйство. Умер в результате заболевания COVID-19.